# سرخیو فرانسیسکو
سرخیو فرانسیسکو (انگلیسی: Sergio Francisco؛ زادهٔ ۱۹ مهٔ ۱۹۷۹) بازیکن فوتبال اهل اسپانیا است.
از باشگاه‌هایی که در آن بازی کرده‌است می‌توان به باشگاه خیمناستیک تاراگونا، باشگاه فوتبال ایبار، باشگاه فوتبال زامورا، و باشگاه فوتبال رئال سوسیداد اشاره کرد.